# Аренда заключённых

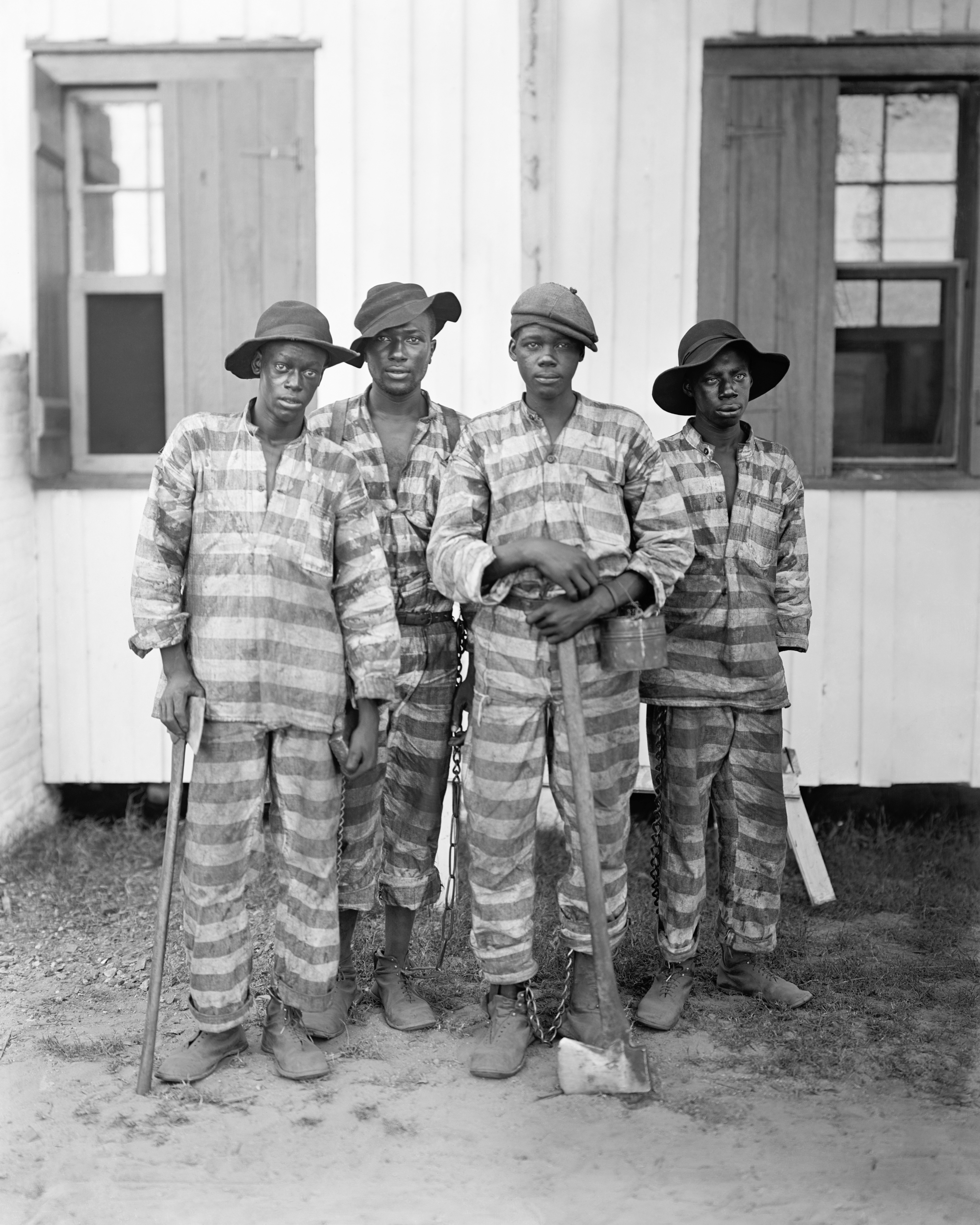
Осужденные сданы в аренду для заготовки леса, примерно 1915 год, Флорида.

Аренда заключённых — это система принудительных исправительных работ, которая исторически практиковалась на юге Соединенных Штатов и в подавляющих случаях была предназначена для мужчин афроамериканского происхождения. Недавно в западных штатах была введена разновидность таких работ, позволяющая привлекать к общественным работам всех заключённых. Первоначально аренду заключённых использовали частные лица, — такие, как владельцы плантаций и корпорации (например, Tennessee Coal and Iron Company, Chattahoochee Brick Company). Арендатор отвечал за питание, одежду и жильё заключённых.

## Характеристика
Штат Луизиана сдавал осуждённых в аренду еще в 1844 г., но система распространилась на весь Юг с освобождением рабов в конце Гражданской войны в США в 1865 г. Это приносило правительствам штатов прибыль: в 1898 году около 73 % всех годовых доходов штата Алабама приходилось на сдачу в аренду заключенных.
Хотя в северных штатах иногда заключались контракты на труд заключённых, историк Алекс Лихтенштейн отмечает, что «только на юге государство полностью уступило свой контроль подрядчику; и только на юге физическая „пенитенциарная система“ фактически представляла собой различные частные предприятия, на которых работали осужденные».
Коррупция, отсутствие ответственности и расовое насилие привели к «одной из самых жестких и эксплуататорских систем труда, известных в американской истории». Афроамериканцы, в основном взрослые мужчины, из-за «энергичного и избирательного соблюдения законов и дискриминационных приговоров» составляли подавляющее большинство осуждённых, сдаваемых в аренду.
Писатель Дуглас А. Блэкмон так описал эту систему: «Это была форма кабалы, явно отличавшаяся от рабства довоенного Юга тем, что для большинства мужчин и сравнительно небольшого числа женщин, втянутых в него, это рабство не длилось всю жизнь и не длилось автоматически, переходя от одного поколения к другому. Но, тем не менее, это было рабство — система, в которой армии свободных людей, не виновных в совершении каких-либо преступлений и имеющих право на свободу по закону, были вынуждены работать без компенсации, неоднократно покупались и продавались и были вынуждены выполнять приказы белых господ через регулярное применение чрезвычайного физического принуждения».
US Steel входит в число американских компаний, признавшихся в использовании наёмных заключённых-афроамериканцев. Эта практика достигла своего пика примерно в 1880 году, была официально запрещена последним штатом (Алабама) в 1928 году и сохранялась в различных формах до тех пор, пока не была отменена президентом Франклином Д. Рузвельтом через «Циркуляр 3591» Фрэнсиса Биддла от 12 декабря 1941 года.

## Происхождение

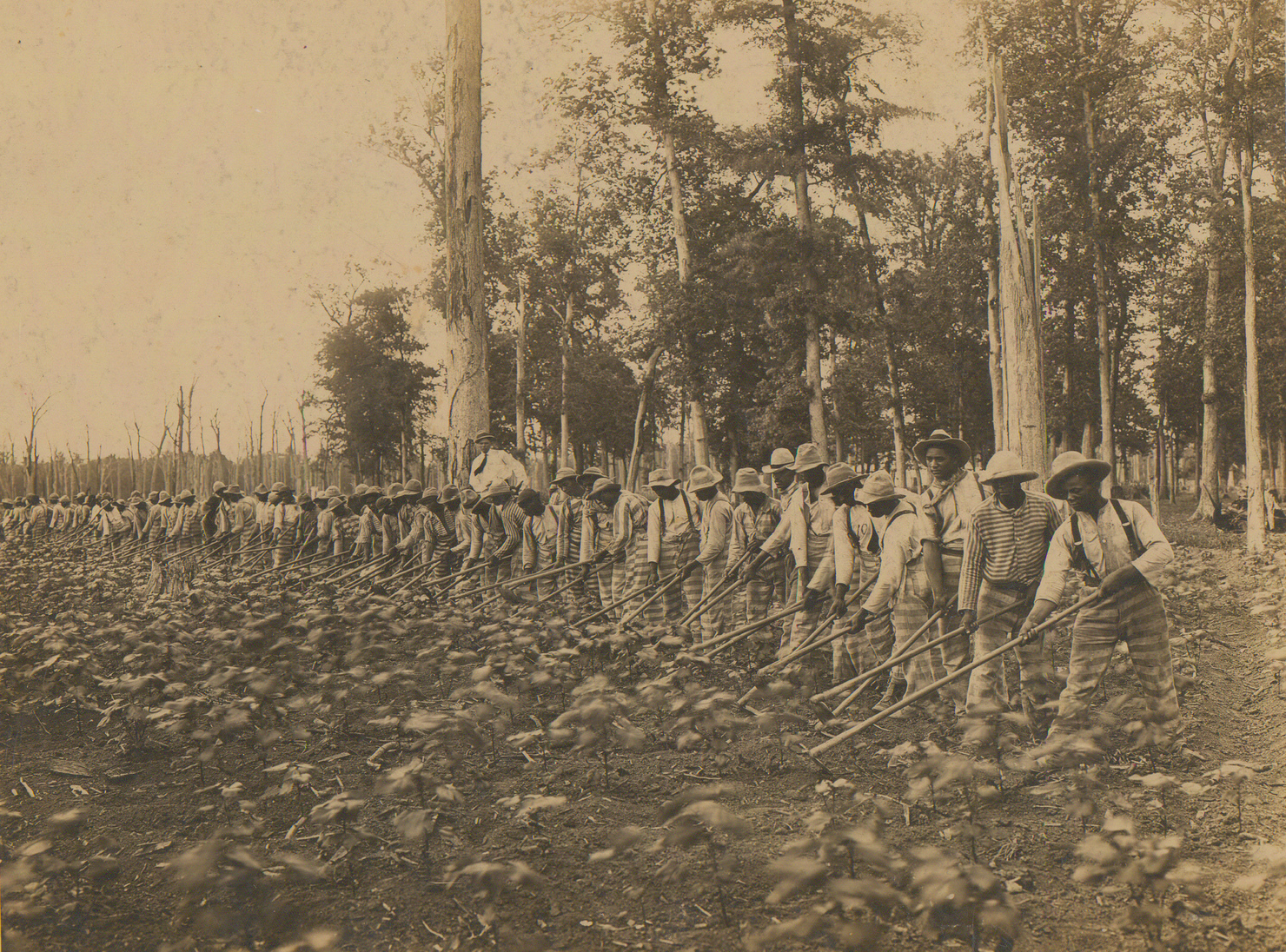
Трудящиеся осуждённые Тюремной фермы штата Миссисипи в Парчмане в 1911 году. Когда в 1906 году в штате Миссисипи прекратили сдачу в аренду заключенных, всех их отправили в Парчман.

Аренда заключённых в Соединенных Штатах была широко распространена на Юге в период реконструкции (1865—1877) после окончания Гражданской войны, когда многие южные законодательные органы управлялись коалициями большинства чернокожих и радикальных республиканцев и генералы Союза (Федеральной армии) действовали как военные губернаторы. Фермеры и бизнесмены должны были найти замену рабочей силе после того, как их рабы были освобождены. Некоторые южные законодательные органы приняли Чёрные кодексы, чтобы ограничить свободное передвижение черных и заставить их работать на белых. Например, в нескольких штатах чернокожим мужчинам было запрещено менять работу без разрешения своего работодателя. В случае признания виновным в бродяжничестве чернокожего могли заключить в тюрьму, они также получали приговоры за различные мелкие правонарушения, иногда выдуманные. Штаты начали сдавать в аренду рабочую силу заключённых на плантации и другие объекты, нуждающиеся в рабочих руках, поскольку освобождённые рабы пытались уйти и работать на себя. Это предоставило штатам новый источник доходов в те годы, когда они были в затруднительном финансовом положении, а арендаторы получали прибыль от использования принудительного труда по ставкам ниже рыночных.
По сути, система уголовного правосудия вступила в сговор с частными плантаторами и другими владельцами бизнеса, чтобы заманить в ловушку, осудить и сдать в аренду чернокожих в качестве подневольных работников. Конституционная основа аренды заключённых была создана Тринадцатой поправкой к Конституции США 1865 года, отменившей рабство и принудительный труд в целом, однако разрешившей его в качестве наказания за преступление.
Криминолог Торстен Селлин в книге «Рабство и пенитенциарная система» (1976) писал, что единственной целью сдачи внаём осужденных «была финансовая прибыль арендаторов, которые в полной мере эксплуатировали труд заключённых, и правительства, которое продавало заключённых арендаторам». Эта практика получила широкое распространение и использовалась для обеспечения рабочей силой сельскохозяйственных, железнодорожных, горнодобывающих и лесозаготовительных предприятий по всему Югу.

## Система в разных штатах

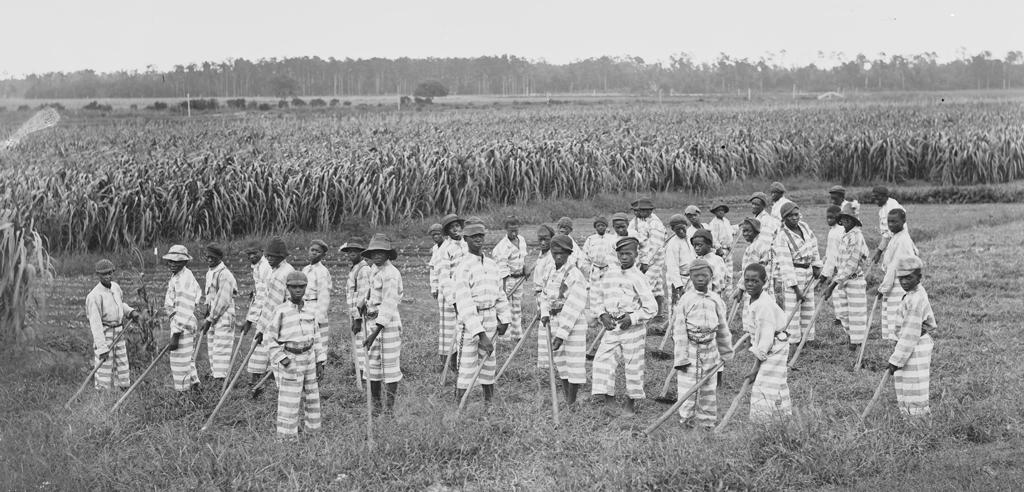
Дети-сироты и «криминальные» дети. 1903 г.

В Джорджии аренда заключённых началась в апреле 1868 года, когда Генерал Союза и вновь назначенный временный губернатор Томас Х. Ругер выдал Уильяму Форту договор об аренде заключённых для работы на железной дороге Джорджии и Алабамы. В контракте указывалось, что предоставляются «сто сильных и здоровых заключенных-негров» в обмен на гонорар в размере 2500 долларов. В мае штат заключил второе соглашение с Фортом и его деловым партнером Джозефом Принтапом, чтобы еще 100 осужденных, на этот раз за 1000 долларов, работали на железной дороге Сельма, Рим и Далтон, также в северной Джорджии. В 1908 году в Джорджии была отменена система аренды каторжников.
В Теннесси система аренды заключённых была прекращена 1 января 1894 года из-за резонанса, вызванного Войной в Угольном ручье 1891 года, вооруженным противостоянием, продолжавшимся более года. В то время на шахтах использовался труд как вольнонаёмных, так и заключенных, хотя рабочих держали отдельно. Свободные шахтеры атаковали и сожгли тюремные частоколы и освободили сотни чернокожих заключенных. Публикации в прессе вызвали возмущение, вынудившее губернатора Джона П. Бьюкенена покинуть свой пост.
Однако прекращение аренды осуждённых не означало прекращения каторжных работ. На новом месторождении штата была открыта новая тюрьма, Brushy Mountain State Penitentiary. Тюрьма построила на этом месте действующую угольную шахту, на которой использовался труд заключённых, и получала от неё значительную прибыль. Эти тюремные шахты закрылись только в 1966 году.
Техас начал использовать аренду каторжников в 1883 году и официально отменил ее в 1910 году. Кладбище с останками 95 «заключённых-рабов», в 2018 г. было обнаружено в Шугар Ленд, сегодня это пригород Хьюстона.
Алабама начала использовать аренду в 1846 году и запретила ее в 1928 году. Это был последний штат, который официально объявил это вне закона. Доходы, полученные от сдачи в аренду заключённых, были значительными, составляя примерно 10 % от общих доходов штата в 1883 году, к 1898 году они выросли почти до 73 %. Движение за отмену аренды заключённых в Алабаме началось в 1915 году. Бибб Грейвс, который стал губернатором Алабамы в 1927 году, во время своей предвыборной кампании пообещал отменить её, как только он вступит в должность, и выполнил обещание к концу июня 1928 года.
Доходная практика использования рабского труда заключённых создала стимулы для штатов и округов привлекать к суду афроамериканцев, помогая увеличивать количество заключённых на юге, которые после Гражданской войны стали преимущественно афроамериканцами. В Теннесси они составляли 33 % контингента главной тюрьмы в Нэшвилле на 1 октября 1865 года, но к 29 ноября 1867 года их количество возросло до 58,3 %, к 1869-му до 64 %, а в период с 1877 по 1879 год достигло рекордного уровня в 67 %.
Количество заключённых также увеличилось на Юге в целом. В Джорджии — в десять раз за четыре десятилетия (1868—1908 гг.), благодаря аренду заключенных; в Северной Каролине со 121 в 1870 году до 1302 в 1890 году; во Флориде тюремный контингент увеличился со 125 человек в 1881 году до 1071 человека в 1904 году; в Миссисипи в четыре раза с 1871 по 1879 год; в Алабаме с 374 в 1869 году до 1878 в 1903 году; и до 2453 в 1919 году.
Во Флориде осужденных, чаще всего негритянского происхождения, отправляли работать на скипидарные заводы и лесозаготовки. Система труда заключенных во Флориде была описана как «суровая» по сравнению с другими штатами. Флорида была одним из последних штатов, прекративших сдачу в аренду осужденных в 1923 году (см. Union Correctional Institution).

## Конец системы
Несмотря на то, что в начале XX века противодействие системе усилилось, политики сопротивлялись призывам к ее устранению. В штатах, где использовалась система аренды заключённых, доходы от программы принесли доход, почти в четыре раза превышающий затраты (372 %) на тюремную администрацию. Эта практика была чрезвычайно выгодной для правительства, а также для тех владельцев бизнеса, которые использовали каторжный труд. Однако аренде заключенных сопутствовали и другие проблемы, и в целом работодатели стали больше осознавать недостатки этой системы.
В то время как некоторые считают, что упадок системы может быть объяснен разоблачением бесчеловечного обращения с осужденными, другие указывают на причины, варьирующиеся от комплексных пакетов законодательных реформ до политического возмездия или расплаты. Хотя система аренды заключенных как таковая исчезла, другие формы труда заключенных продолжали (и существуют до сих пор) в различных формах. Эти другие системы включают плантации, промышленные тюрьмы и печально известную «цепную банду» — сковывание заключённых цепью кандалов, вынуждающей их работать вместе.
Система аренды заключенных была постепенно отменена в начале XX века на фоне негативных публикаций и других факторов. Заметным случаем негативной огласки системы стал случай Мартина Таберта, молодого человека из Северной Дакоты. Арестованный по обвинению в бродяжничестве за то, что он ехал в поезде без билета в Таллахасси, штат Флорида, Таберт был осужден и оштрафован на 25 долларов. Хотя его родители послали 25 долларов в уплату штрафа плюс 25 долларов за возвращение Таберта домой, в Северную Дакоту, деньги исчезли в тюремной системе округа Лион. Таберт затем сдан в аренду Putnam Lumber Company в Кларе, Флорида, примерно в 60 милях (97 км) к югу от Таллахасси в округе Дикси. Там он был забит до смерти палачом Томасом Уолтером Хиггинботэмом. Освещение убийства Таберта в газете New York World в 1924 году принесло ей Пулитцеровскую премию за служение отечеству. Губернатор Кэри А. Харди в 1923 году прекратил аренду заключённых, что отчасти было вызвано делом Таберта и вызванной им оглаской.
Северная Каролина, хотя и не имела системы сдачи заключённых в аренду, сопоставимой с другими штатами, не запрещала эту практику до 1933 года. Алабама была последней, кто прекратил практику официальной сдачи внаём осужденных в 1928 году на уровне штата, но многие округа на юге продолжали эту практику долгие годы.

## Труд заключённых в США
Труд заключённых  легализован в 37 штатах США, а в список использующих его частных корпораций входят IBM, Boeing, Motorola, Microsoft, AT&T, Wireless, Texas Instrument, Dell, Compaq, Honeywell, Hewlett-Packard, Nortel, Lucent Technologies, 3Com, Intel, Northern Telecom, TWA, Nordstrom's, Revlon, Macy's, Pierre Cardin, Target Stores и многие другие.  Заключенные за свой труд чаще всего получают минимальную плату, установленную в том или ином штате, а в частных тюрьмах и того меньше: 17 центов за час при минимум 6-часовом рабочем дне, то есть 20 долларов в месяц.
Тюремная индустрия США с 1972 раза выросла многократно и производит 100% всех военных касок, форменной одежды для армии, ремней и портупей, бронежилетов, ID-карт, палаток, рюкзаков и фляжек. Также она выпускает монтажные инструменты, электронику, офисную мебель, авиационное и медицинское оборудование, заключённые занимаются даже дрессировкой собак-поводырей для слепых и работают в колл-центрах.

## Читайте также
- Тюремная ферма
- Тюремно-промышленный комплекс